# نجف آباد (لارستان)
نجف آباد (بالفارسية: نجف‌آباد) (بالإنجليزية: Najafabad)‏، قرية في ناحية بيرم (بالفارسية: بخش بيرم)، قسم بلاده الريفي، مقاطعة لارستان، محافظة فارس، إيران. يبلغ عدد سكانها حسب إحصاء عام 2006 ميلادية 130 نسمة في 31 عائلة.